# Spálavská lípa
Spálavská lípa je přes 500 let starý památný strom, který roste na okraji přírodní rezervace Spálava ve stejnojmenné obci na Havlíčkobrodsku. V blízkém okolí můžeme najít několik přírodních zajímavostí a dalších 5 památných stromů srovnatelného nebo vyššího stáří.

## Základní údaje
- název: Spálavská lípa, lípa na Spálavě
- výška: 23 m[1], 28 m (1993)[3], 27 m (1997)[3]
- obvod: 590 cm[1], 580 cm (1993)[3], 601 cm (1997)[3]
- věk: 525 let[4], 556 let aktuálně (podle pověsti)[2]
- zdravotní stav: 3 (1993), 3,5 (1997)[3]
- souřadnice: 49°46'27.85"N, 15°43'47.59"E

Lípa roste na návsi. Poblíž je umístěna dřevěná zvonička a křížek s letopočtem 1884.

## Stav stromu a údržba
Lípa působí jako srostlice více kmenů, několik dalších lip stojí v její těsné blízkosti. Krátký kmen stromu je pokrytý mechem, koruna se skládá zhruba ze 4 hlavních větví.
V 19. století byla na lípě umístěna obecní zvonička.

## Historie a pověsti
Lípa byla údajně vysazena v 15. století na oslavu vítězství Jiřího z Poděbrad nad Matyášem Korvínem v roce 1469.

## Přírodní zajímavosti v okolí
- mrazové sruby - geomorfologické útvary JZ od vesnice v lokalitě Pod Spálavou
- přírodní rezervace Spálava
- 300leté stromy v pralesní jedlobučině přírodní rezervace Polom

### Památné a významné stromy v okolí
blízké okolí
- Lánská lípa (700 let)
- Lípa v Lipce (600 let)
- Jírovce v obci Hluboká (významné stromy)
- Stará královna z Polomi (jedle s obvodem 580 cm, padla 1903)

JV směr
- Štikovská lípa (600 let, 8 km)
- Vestecký kaštanovník (6 km)

JZ směr
- Žižkův dub (Chotěboř) (zaniklý strom, 12 km)
- Žižkovy duby (Chotěboř) (12 km)

SZ směr
- Přemilovský jilm (8 km)
- Klokočovská lípa (1000 let, 10 km)

SV směr
- Lípa v Kameničkách (450 let, 7 km)